# St. Georg (Gelbersdorf)
Koordinaten: 48° 32′ 20,3″ N, 11° 57′ 34,5″ O

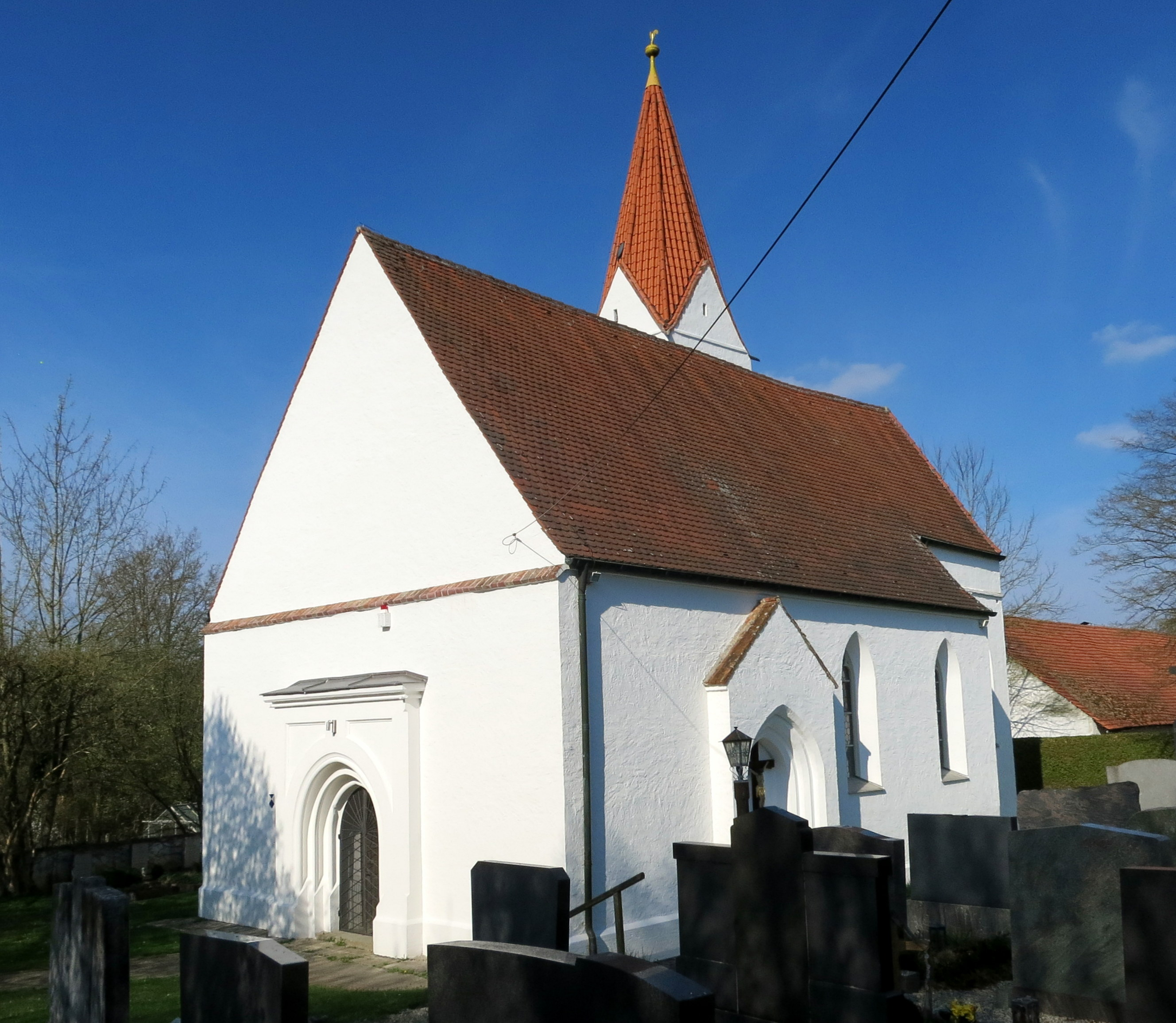
Ansicht von Südwest

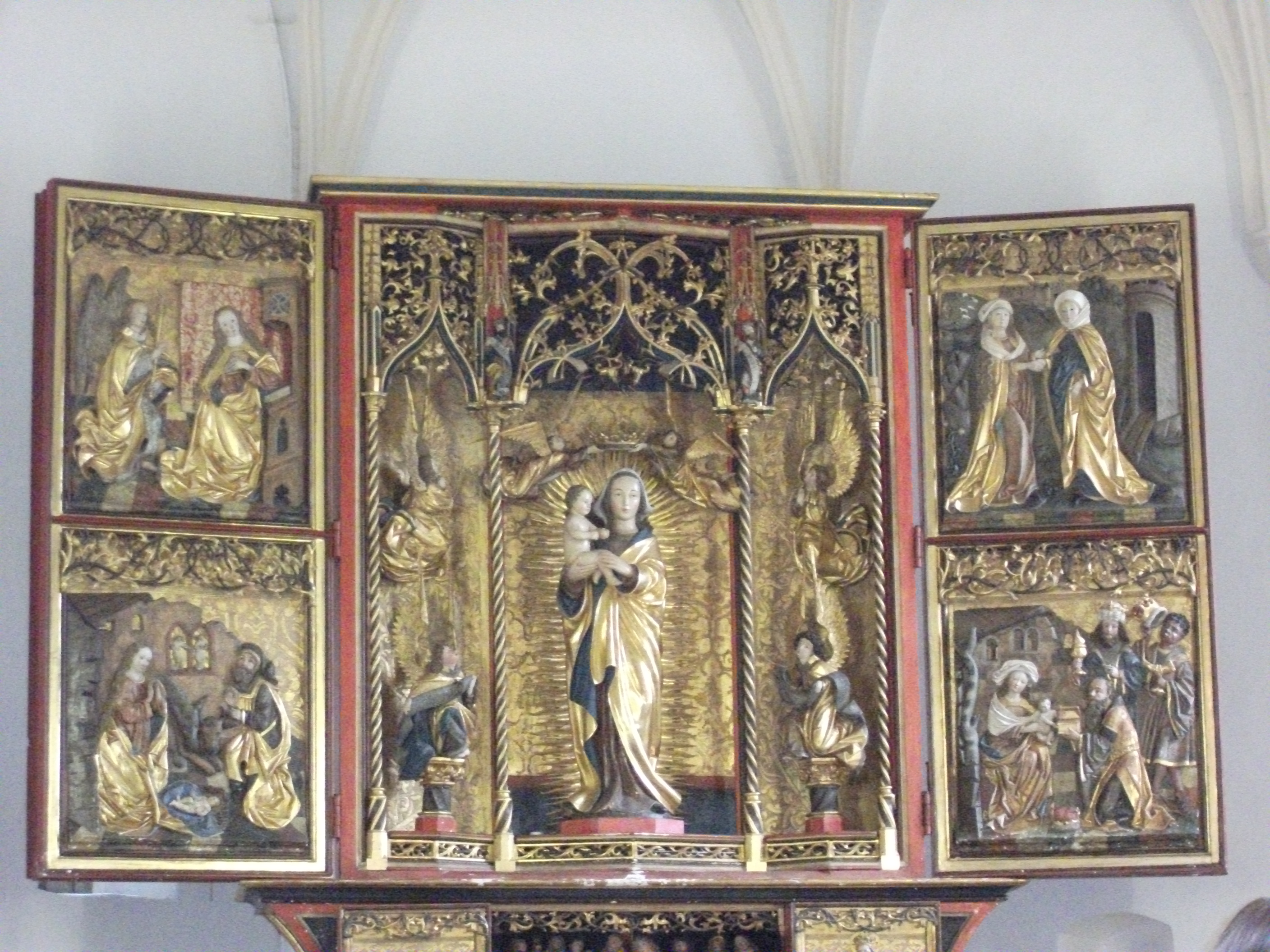
Altar

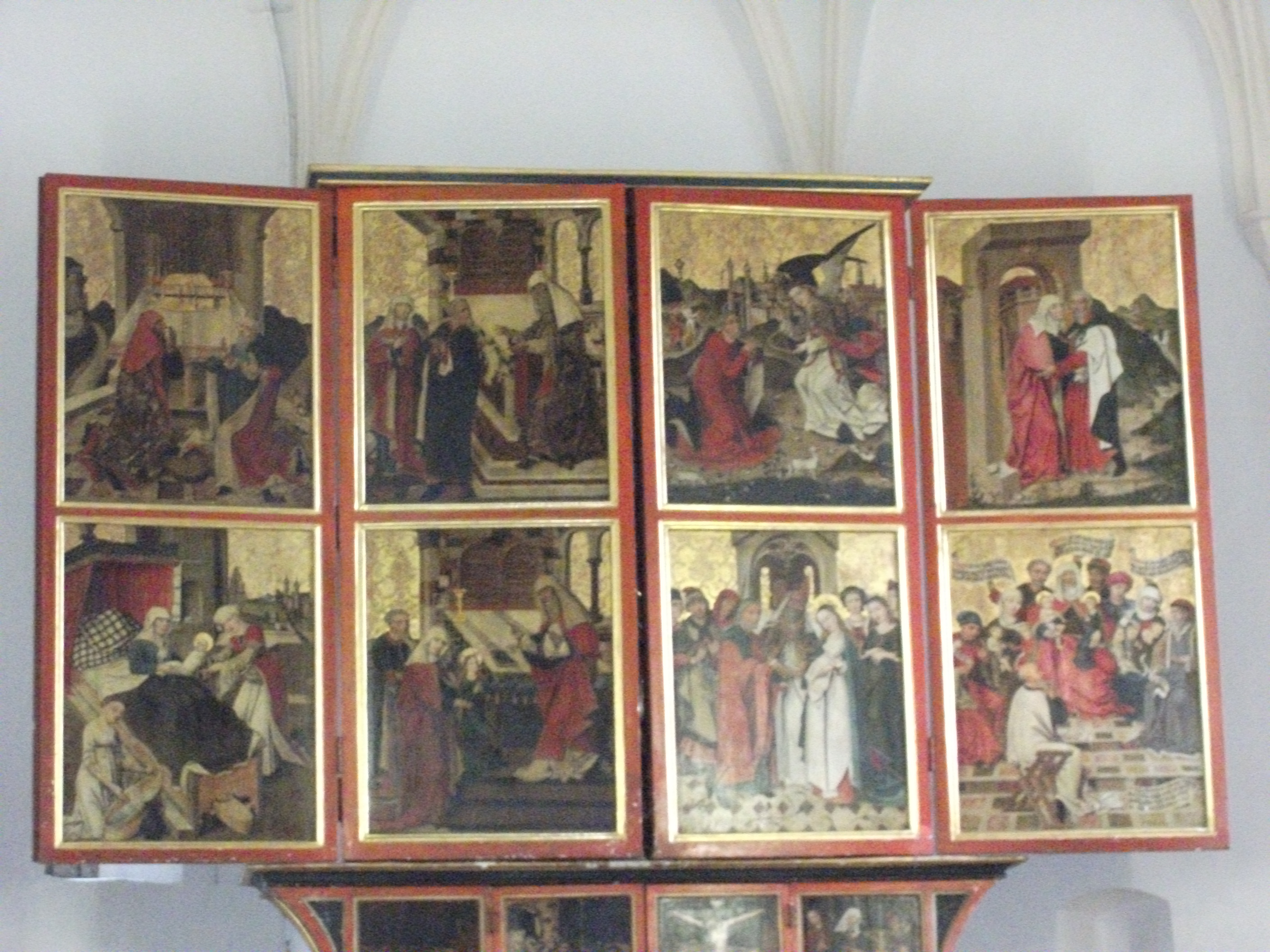
Altar mit geschlossenen Innenflügeln

Die römisch-katholische Filialkirche St. Georg ist eine spätgotische Saalkirche in Gelbersdorf, einem Ortsteil von Gammelsdorf im oberbayerischen Landkreis Freising. Sie gehört zur Pfarrgemeinde St. Vitus in Gammelsdorf, die wiederum dem Pfarrverband Gammelsdorf-Hörgertshausen des Erzbistums München und Freising angehört. Die Filialkirche in Gelbersdorf ist vor allem wegen ihres wertvollen spätgotischen Hochaltars bekannt.

## Geschichte und Architektur
Die Kirche in Gelbersdorf entstand in der zweiten Hälfte des 15. Jahrhunderts als schlichte Saalkirche mit eingezogenem Chor mit Fünfachtelschluss und einem Turm an dessen Nordseite mit Spitzhelm über vier Giebeln. Ein glatter Fries läuft unter dem Dachansatz entlang. Das Innere wurde 1973 renoviert. In den Jahren 2013–2015 erfolgte eine Restaurierung des Hochaltars, wobei der Altar gereinigt, Fehlstellen retuschiert und schadhafte Übermalungen früherer Restaurierungen abgenommen wurden.
Das Innere ist im Chor durch ein spätgotisches Gewölbe mit Netzfiguren und im Langhaus durch eine Flachdecke mit Blendmaßwerk aus dem Jahr 1858 abgeschlossen. Das Gewölbe im Chor wird von Konsolen getragen und zeigt runde Schlusssteine an allen Rippenkreuzungen. Das Maßwerk der Fenster ist erneuert.

## Ausstattung
Der wertvolle Hochaltar aus dem Jahr 1482 ist ein Hauptwerk der Landshuter spätgotischen Malerei und Skulptur. Er wurde in der Mitte des 18. Jahrhunderts hierher übertragen. Das Gesprenge und die ursprüngliche im Schrein stehende Muttergottes sind nicht mehr vorhanden. Der Schrein ist mit einem doppelten Flügelpaar und einer bemalten Rückseite, welche das Jüngste Gericht zeigt, versehen. Die Predella ist mit einem weiteren Flügelpaar ausgestattet. Im vollständig geöffneten Zustand zeigt der Schrein in der Mitte eine Kopie der sogenannten Menzinger Madonna aus der Zeit um 1500, deren Original im Bayerischen Nationalmuseum in München aufbewahrt wird, flankiert von vier Engeln in den Seitenteilen.
Die Flügelreliefs zeigen die Verkündigung an Maria und Geburt Christi (links) sowie Mariä Heimsuchung und Anbetung der Könige (rechts), in der Predella ein Relief mit dem Marientod und auf den Flügeln Reliefs mit der Marienkrönung und einer Schutzmantelmadonna.
Bei geschlossenem innerem Flügelpaar sind acht Tafelbilder sichtbar: in der oberen Zeile Joachim im Tempel, die Zurückweisung seines Opfers, die Verkündigung an Joachim und die Begegnung unter der Goldenen Pforte, in der unteren Zeile Mariä Geburt, ihr Tempelgang, ihre Vermählung mit Josef, und die Heilige Sippe mit der Datierung.
Das vollständig geschlossene Retabel zeigt die Tafelbilder der Mutter Gottes und der Heiligen Katharina, Dorothea und Martin auf der linken Seite sowie Barbara, Georg und Florian auf der rechten Seite.
Der nördliche Seitenaltar ist ein Werk des späten 15. Jahrhunderts. Im Schrein sind die heilige Agathe aus der Zeit um 1450 und die heilige Katharina vom Ende des 15. Jahrhunderts dargestellt. Die Bilder der Flügel und deren Reliefs sind stark ergänzt oder vollständig erneuert und zeigen Szenen der Passion Christi und Heilige auf der Außenseite.
Der südliche, 1865 gestiftete, neugotische Seitenaltar zeigt Skulpturen mit Darstellungen der Heiligen Johannes Evangelista aus der Mitte des 15. Jahrhunderts, Johannes des Täufers, eines heiligen Bischofs und des Kaisers Heinrich, alle vom Ende des 15. Jahrhunderts.
An der Nordwand des Langhauses ist eine Schnitzfigur des heiligen Georg aus der Zeit um 1480 und an der Südwand eine Mutter-Gottes-Figur aus der Zeit um 1860 von Anselm Sickinger angebracht.
An der Nordwand des Chores befindet sich das Sakramentshaus und an der Südwand ein Steinrelief mit der Darstellung von Maria im Ährenkleid aus der zweiten Hälfte des 15. Jahrhunderts. 
Die Orgel ist ein Werk eines unbekannten Orgelbauers aus der Zeit um 1790, das durch Anton Staller restauriert wurde.